# Afrodite (namn)

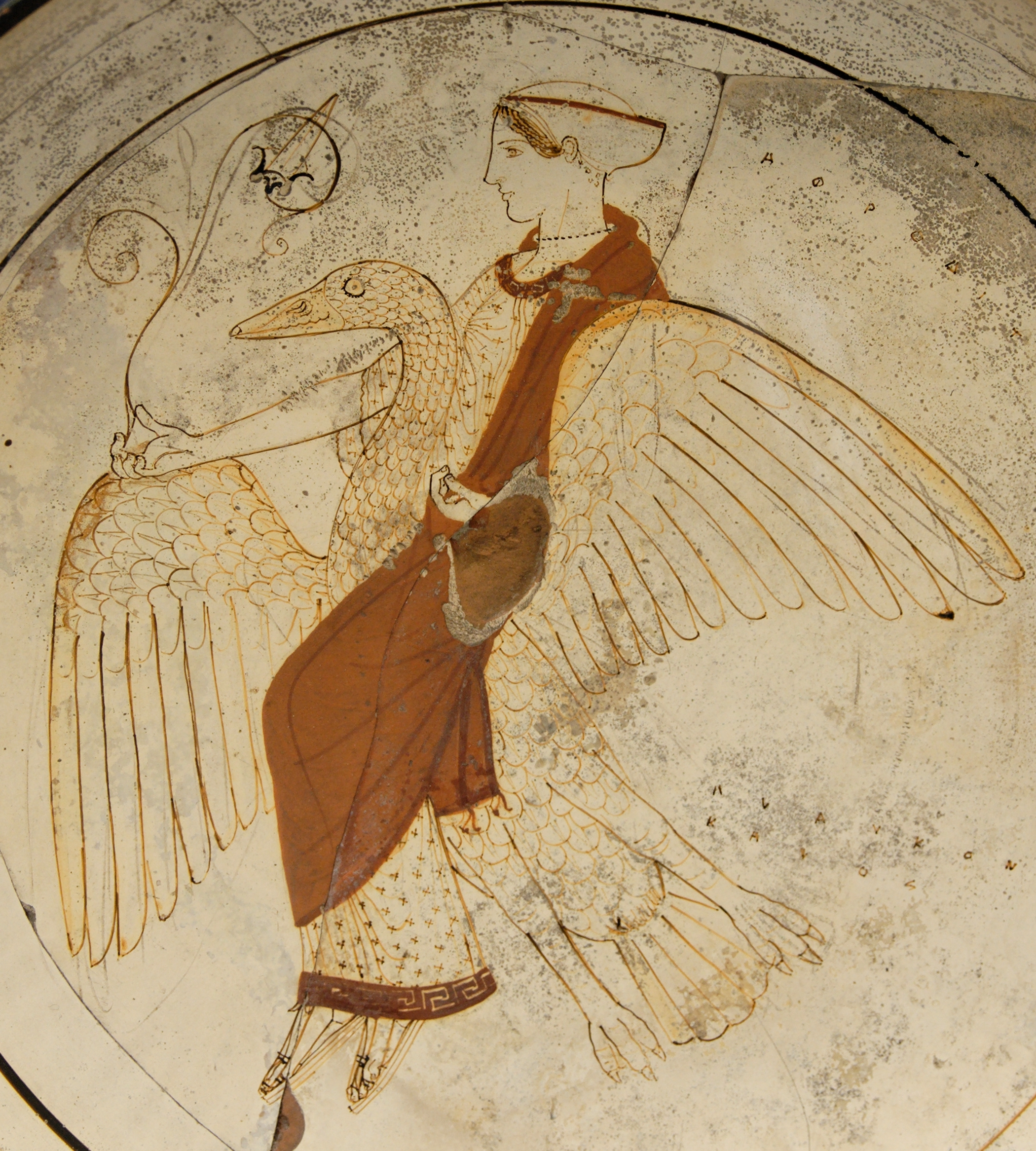
Afrodite

Afrodite är ett kvinnonamn främst förknippat med är kärlekens, sexualitetens och skönhetens gudinna Afrodite i den grekiska mytologin. Betydelsen av namnet brukar tolkas som uppstigen ur havets skum.
Den 31 december 2017 fanns det totalt 137 kvinnor folkbokförda i Sverige med namnet Afrodite, varav 34 bar det som tilltalsnamn.
Namnsdag i Sverige: saknas

Namnsdag i Finland (finlandssvenska namnlängden): saknas